# Municipio de Abington (Illinois)
El municipio de Abington (en inglés: Abington Township) es un municipio ubicado en el condado de Mercer en el estado estadounidense de Illinois. En el año 2010 tenía una población de 392 habitantes y una densidad poblacional de 4,13 personas por km².

## Geografía
El municipio de Abington se encuentra ubicado en las coordenadas 41°6′47″N 90°50′31″O / 41.11306, -90.84194. Según la Oficina del Censo de los Estados Unidos, el municipio tiene una superficie total de 94.9 km², de la cual 94,9 km² corresponden a tierra firme y (0 %) 0 km² es agua.

## Demografía
Según el censo de 2010, había 392 personas residiendo en el municipio de Abington. La densidad de población era de 4,13 hab./km². De los 392 habitantes, el municipio de Abington estaba compuesto por el 97,7 % blancos, el 0,51 % eran afroamericanos, el 0,51 % eran de otras razas y el 1,28 % eran de una mezcla de razas. Del total de la población el 1,79 % eran hispanos o latinos de cualquier raza.